# Herzogtum Zator

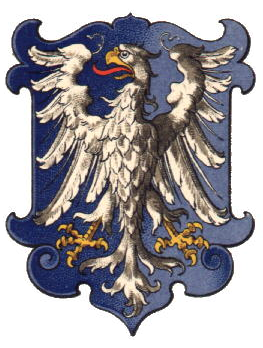
Das Wappen des Herzogtums Zator

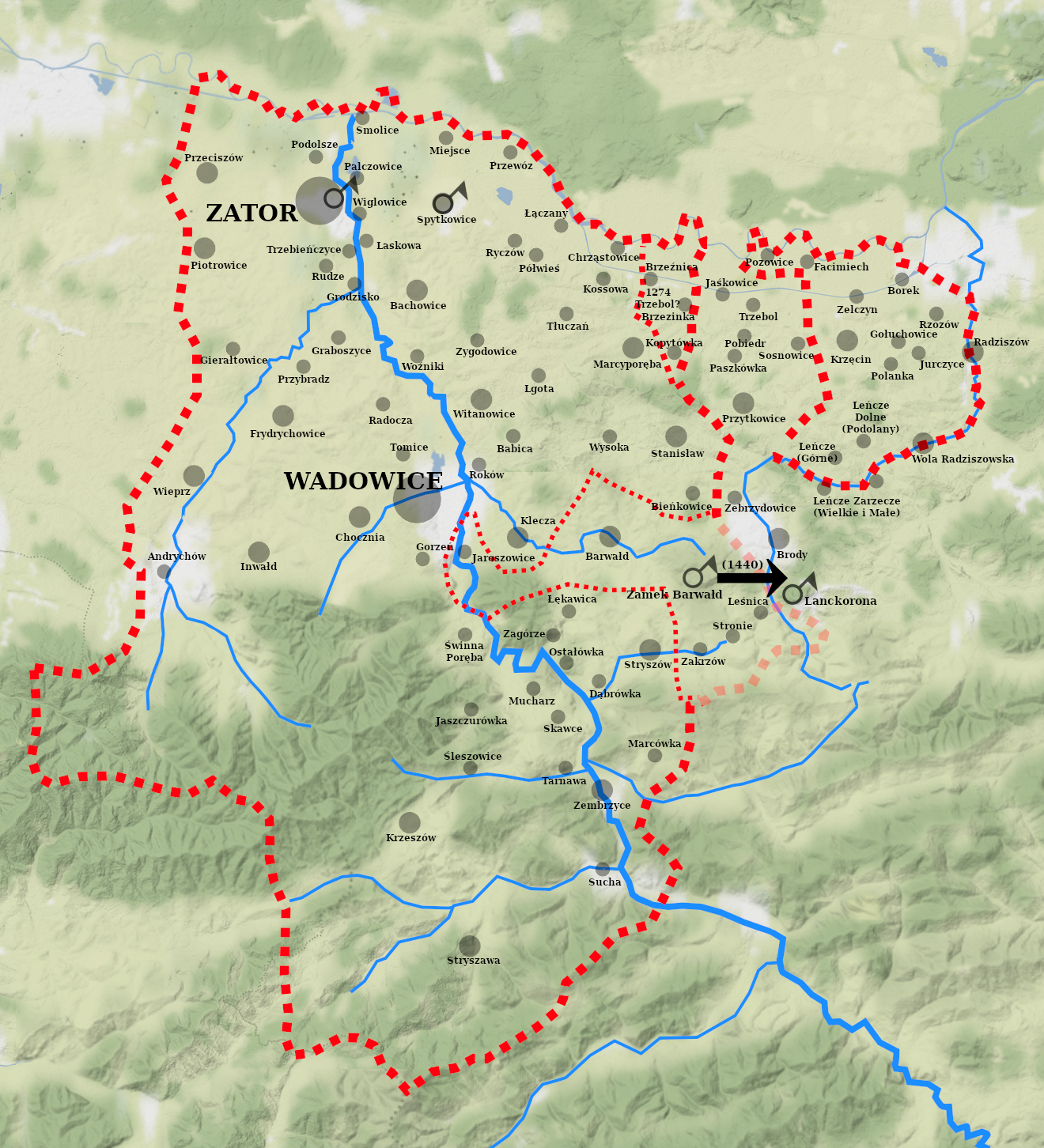
Herzogtum Zator nach der Entstehung

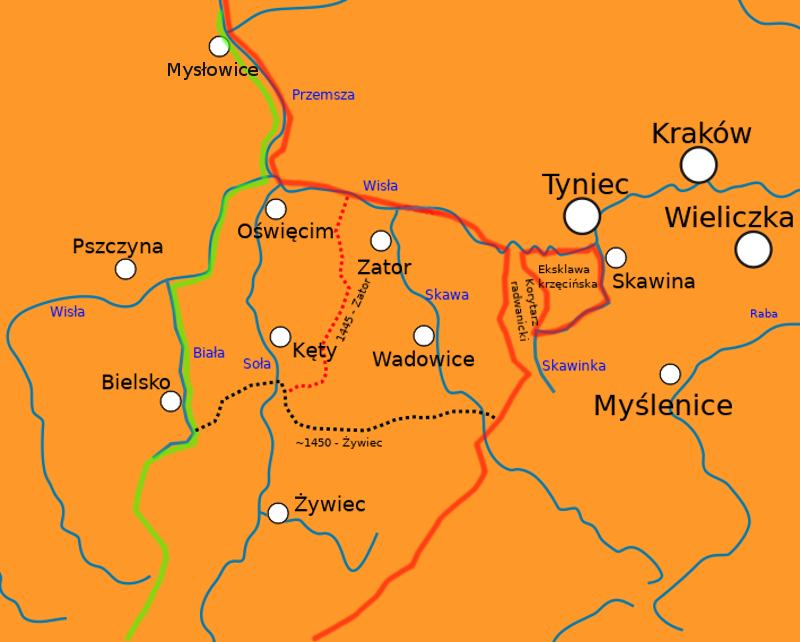
Grenzänderungen um Herzogtum Auschwitz und Zathor im Mittelalter

Das Wappen des Herzogtums Auschwitz und Zator im Jahr 1772 (Galizien)

Das Herzogtum Zator (polnisch Księstwo Zatorskie; tschechisch Zatorské knížectví) entstand 1445 durch Teilung des Herzogtums Auschwitz. Es wurde von den Schlesischen Piasten regiert, die es 1494 an den polnischen König verkauften. Residenzort war die gleichnamige Stadt Zator.

## Geschichte
Das Gebiet von Zator gehörte zunächst zu Kleinpolen (Galizien). In den Jahren 1171 bzw. 1179 wurde wahrscheinlich das Gebiet westlich der Skawa an das Herzogtum Ratibor angeschlossen und 1274 wurde die Grenze des vereinigten Herzogtums Oppeln-Ratibor zur Skawinka, mit Ausnahme des Radwanitenkorridors, verschoben. Ab 1290 gehörte es zum Herzogtum Teschen und gelangte bei dessen Teilung 1314/15 an das Herzogtum Auschwitz, das seit 1327 ein Lehen der Krone Böhmens war, aber ab dem frühen 15. Jahrhundert wurde die Beziehung mit Prag geschwächt, besonders nach dem Umbruch der Hussitenkriege. Nach dem Tod von Sigismund von Luxemburg stieg der Druck Polens auf das Herzogtum Auschwitz. Im Jahre 1438 eroberte Dzierżysław (Dzierżko) von Rytwian Zator, wahrscheinlich in einem anti-habsburgischen Ablenkungsfeldzug. Im Austausch gegen die Unterlassung der Besetzung von Zator musste Wenzel I. von Auschwitz-Zator die Burg Barwałd auf dem Hügel Żar, östlich von Wadowice, gegenüber Lanckorona, an Mikołaj Serafin abtreten, was am 3. Februar 1441 von Wladislaus III. von Polen und Ungarn bestätigt wurde. Dadurch wurden einige Dörfer der Starostei von Barwałd aus dem Herzogtum Auschwitz herausgelöst und an Polen angeschlossen (in perpetuum concedit). Dadurch wurde die östliche, komplizierte Grenze mit dem Radwanitenkorridor und der Exklave um Krzęcin immer mehr von Polen bedroht und abhängig.
Nach dem Tod des Herzogs Kasimir I. von Auschwitz 1434 wurden dessen Besitzungen zunächst von dem ältesten Sohn Wenzel I. verwaltet und erst 1445 geteilt. Für Wenzel I. wurde das Gebiet von Zator ausgegliedert und zu einem eigenständigen Herzogtum erhoben. Das so verkleinerte Herzogtum Auschwitz behielt der jüngste Bruder Johann IV., während der mittlere Bruder Primislaus III. das Herzogtum Tost erhielt.
Nach dem Tod des Herzogs Wenzel I. 1465 folgten ihm seine Söhne Kasimir, Wenzel II., Johann V. und Wladislaus. Der längstlebende Herzog Johann V. verkaufte 1494 das Herzogtum Zator dem polnischen König Johann I., wobei er sich eine lebenslange Nutznießung vorbehielt. Nach seinem Tod 1513 wurde das Herzogtum direkt vom polnischen König regiert.
Mit Sejmbeschluss von 1564 zu Warschau wurde das Herzogtum Zator zusammen mit dem Herzogtum Auschwitz, das bereits 1457 an die Jagiellonen kam, als der vereinigte Kreis Schlesien an Polen inkorporiert, der Teil der Woiwodschaft Krakau wurde.
Nach der Ersten Teilung Polens 1772 gelangte das Gebiet von Zator an Österreich und wurde administratorisch an Galizien angeschlossen. Um ihre Ansprüche auf das ehemals böhmische Herzogtum anzumelden, titulierte Erzherzogin Maria Theresia in ihrer Eigenschaft als Königin von Böhmen u. a. auch als Herzogin von Auschwitz-Zator. In den Jahren 1820 bis 1850 wurde Zator zusammen mit anderen Habsburger Gebieten Teil des Deutschen Bundes, aber blieb praktisch wieder Teil des Wadowicer Kreises. Nach dem Ersten Weltkrieg fiel das Gebiet 1918 an die Zweite Polnische Republik.

## Herzöge von Zator
- 1445–1465 Wenzel I.
- 1465–1490 Kasimir
- 1477–1484/87 Wenzel II. (Teil)
- 1477–1494 Wladislaus (Teil)
- 1477–1513 Johann V. (zunächst Teil)